# Chapelle Notre-Dame de la Lanzada
La chapelle de Notre-Dame de la Lanzada est une petite chapelle située dans la paroisse civile de Noalla, à Sanxenxo, dans la province de Pontevedra, en Espagne.  
La chapelle a été construite au XIIe siècle dans le style roman tardif. Elle se trouve à l'extrémité ouest d'une pointe qui pénètre dans la mer, à proximité des vestiges d'une forteresse médiévale, connue sous le nom de tour de A Lanzada et à côté du castro de A Lanzada. 

## Origine

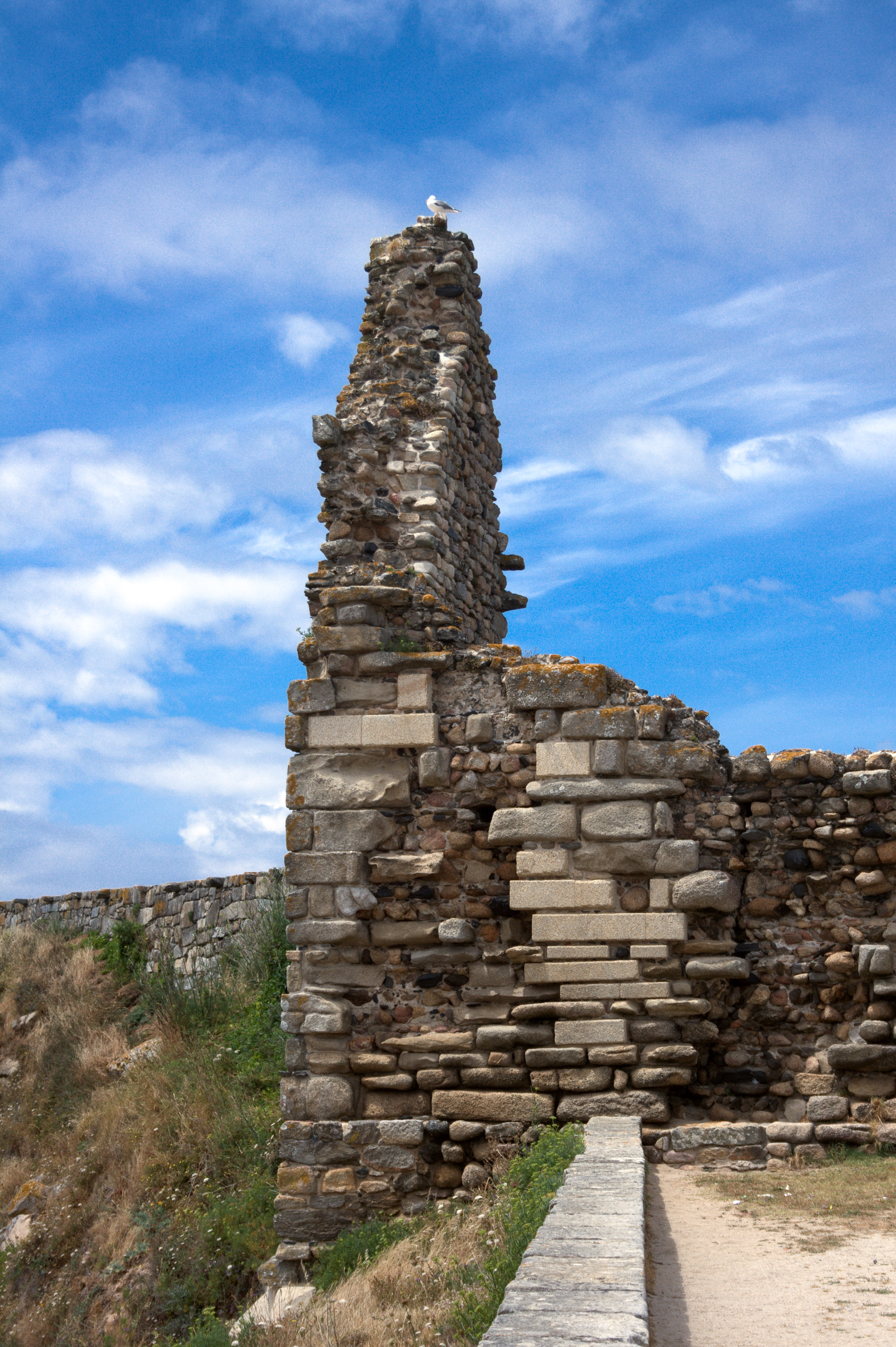
Vestiges de la tour de la Lanzada

L'endroit, autrefois une île et maintenant un isthme, est habité depuis l'Antiquité, comme en témoignent les innombrables vestiges trouvés à la fois dans l'ancien village de castros et dans la nécropole qui se trouve à proximité avec de nombreux vestiges romains. À l'endroit était probablement un phare phénicien ou peut-être romain. 
La chapelle romane a été construite sur les vestiges d'une autre église plus ancienne liée à la forteresse construite au Xe siècle pour défendre, avec les tours ouest de Catoira et Cambados, les terres de Saint-Jacques-de-Compostelle des envahisseurs vikings et normands . 
La chapelle fut plus tard  témoin des batailles entre Doña Urraca et l'archevêque Diego Gelmírez jusqu'au XIIIe siècle quand elle fut détruit par les Arabes. Elle a ensuite été reconstruite de manière plus robuste. Déjà au XVe siècle, elle a été gravement endommagée par les révoltes d'Irmandiña. Finalement, au XVIe siècle, elle fut définitivement abandonnée. Actuellement, seuls les vestiges d'une des tours et la chapelle sont conservés.

## Caractéristiques architecturales
La façade principale est très simple et les seuls ornements sont un petit faux arc pointu ou de déchargement sur le linteau de la porte et une rosace. À l'arrière de la chapelle se trouve l'abside, de forme semi-circulaire et avec quatre colonnes incrustées. Les façades latérales sont également très simples, les éléments le plus importants sont les tasseaux de la corniche avec un arc en plein cintre. Le sommet se termine par des croix grecques. 
Le plan de la chapelle est rectangulaire, avec une seule nef en deux sections séparées par une arc sur des piliers. Une voûte légèrement pointue forme le toit de la nef principale. Le retable baroque à l' intérieur, où se trouve l'image de la Vierge de la Lanzada est remarquable. 

## La Lanzada dans la culture populaire galicienne

### Légende
Comme beaucoup d'autres castros christianisés, la chapelle est à l'endroit où un dieu païen avait sûrement été adoré, probablement lié à la fertilité. En fait, dans la région, il y a trois dolmens. Les rites sont sûrement pré-chrétiens. 
Ainsi, la chapelle est associée depuis l'Antiquité au rite de la fertilité du bain des neuf vagues sur la plage de la Lanzada. Le dernier week-end d'août, le pèlerinage de la Vierge de la Lanzada est célébré. Le samedi soir, viennent des centaines de femmes qui veulent mettre fin à leur infertilité; pour cela elles doivent subir le bain des neuf vagues à minuit. À l'aube, elles doivent se rendre à la chapelle et balayer le sol pour défaire toutes sortes de sorcellerie et de mauvais œil, puis faire l'offrande à la vierge. Après la messe, la procession a lieu. Il est également courant que la baignade ait lieu la nuit de la Saint-Jean et non seulement pour obtenir la fertilité mais aussi pour guérir les malades et même les animaux. 
Il existe une autre légende de la fertilité qui consiste à placer des offrandes florales sur le soi-disant lit de la vierge, un rocher qui se trouve où déferlent les vagues en dessous de la chapelle. Des légendes anciennes affirment l'existence de tunnels qui reliaient la côte aux îles Ons . 
Les marins demandent également les faveurs de la vierge pour les protéger des dangers de la mer, comme en témoignent les offrandes votives sous forme de miniatures de bateaux suspendus à l'intérieur de la chapelle.

## Galerie d'images

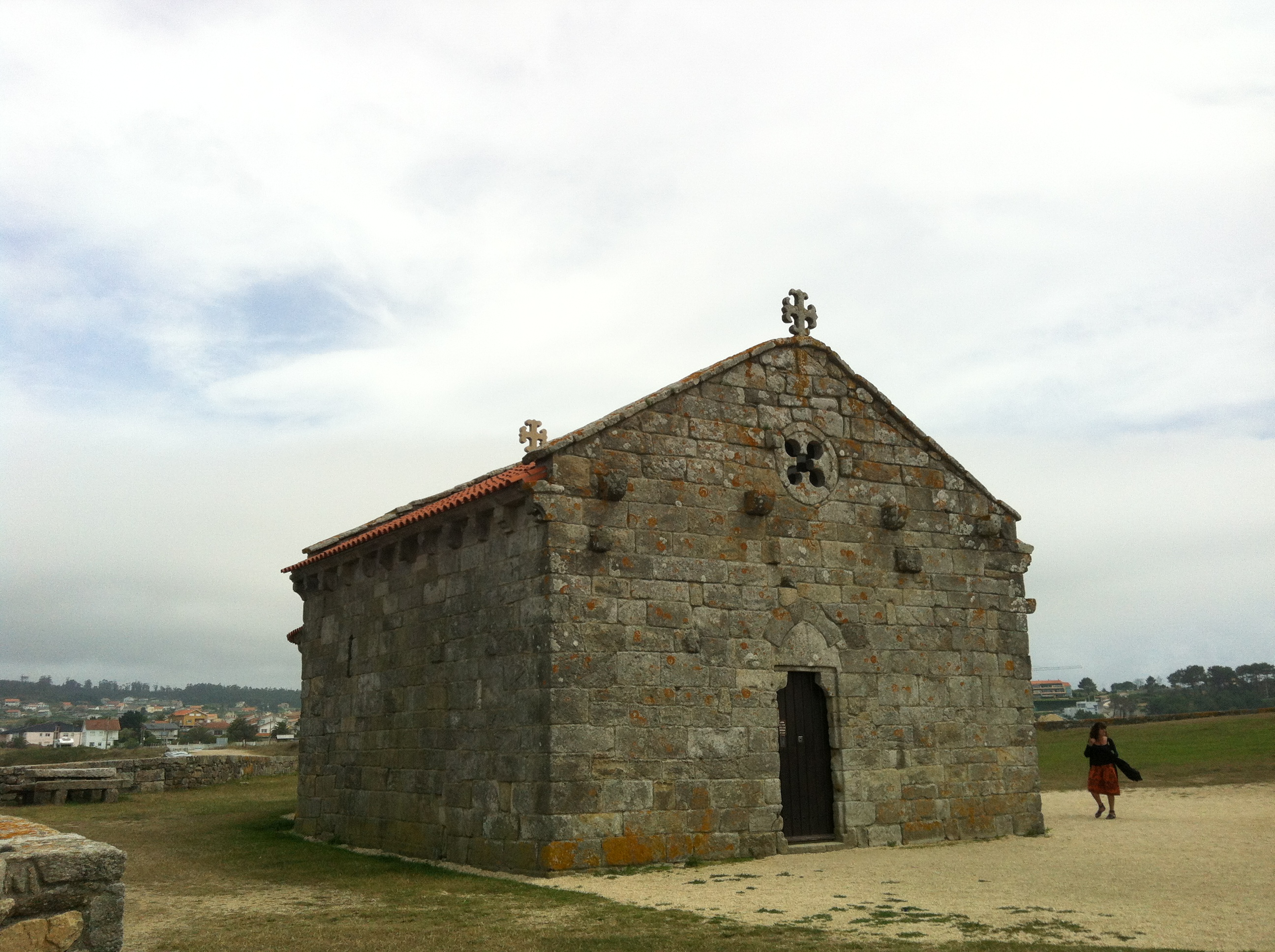
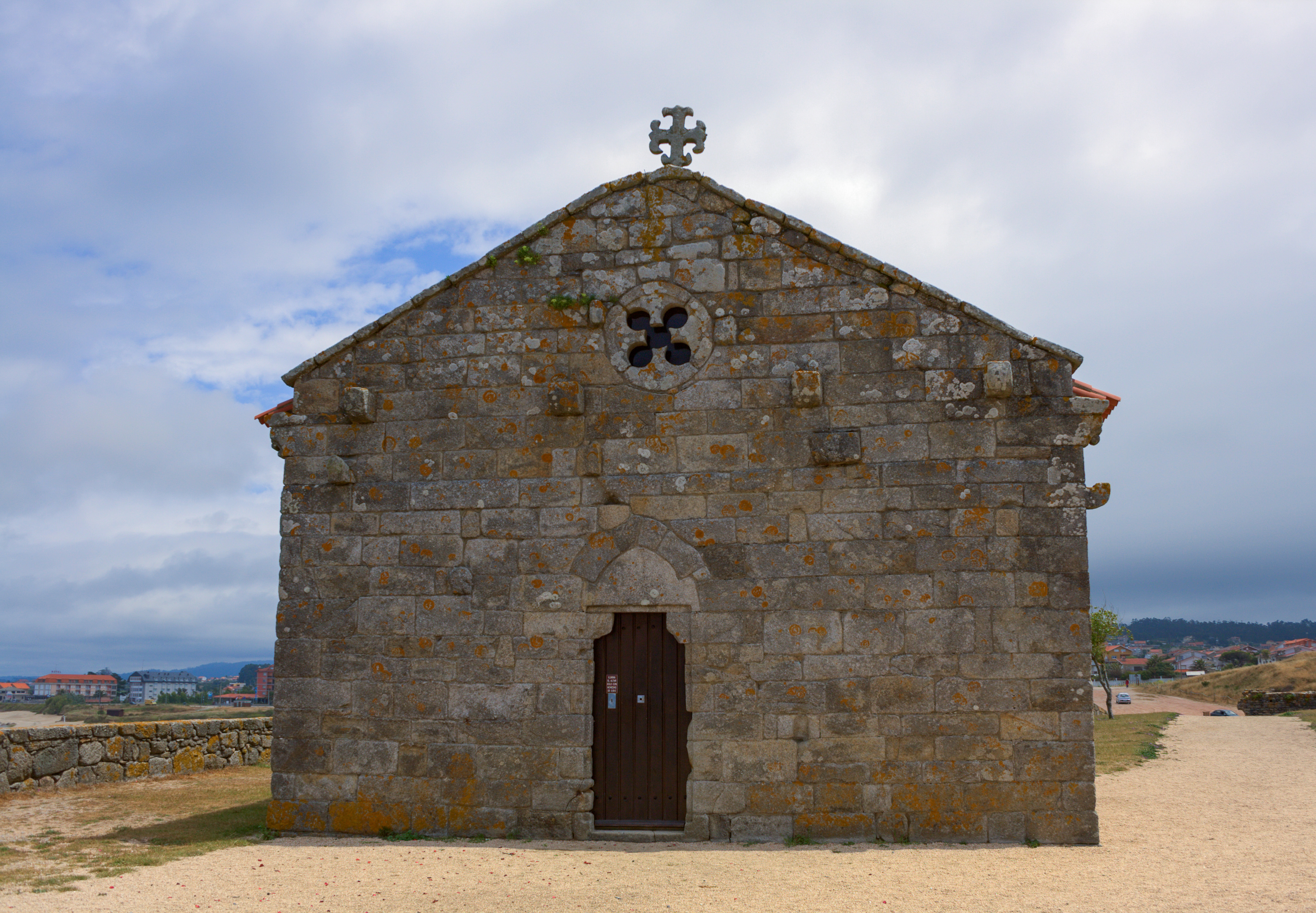
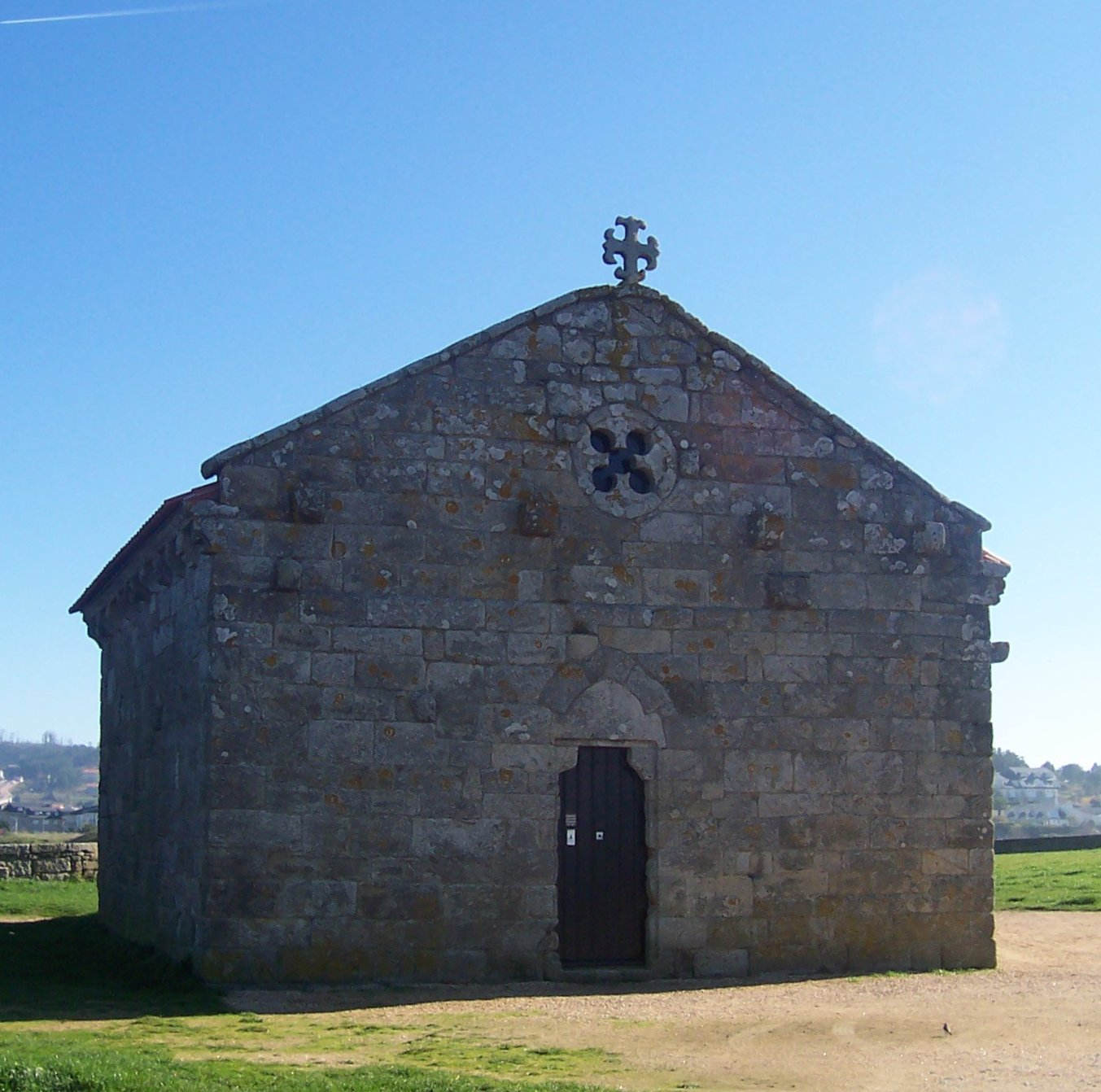
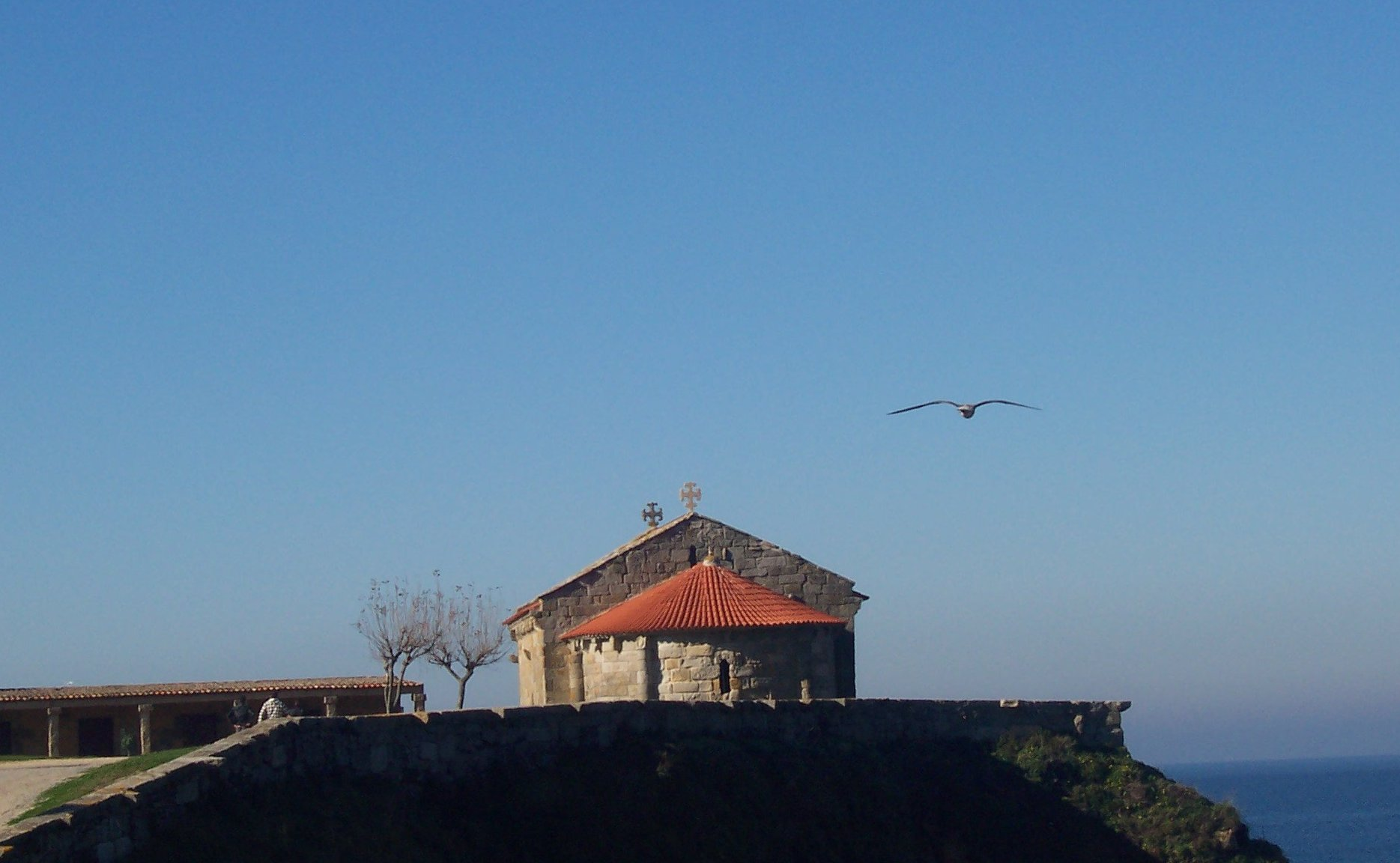
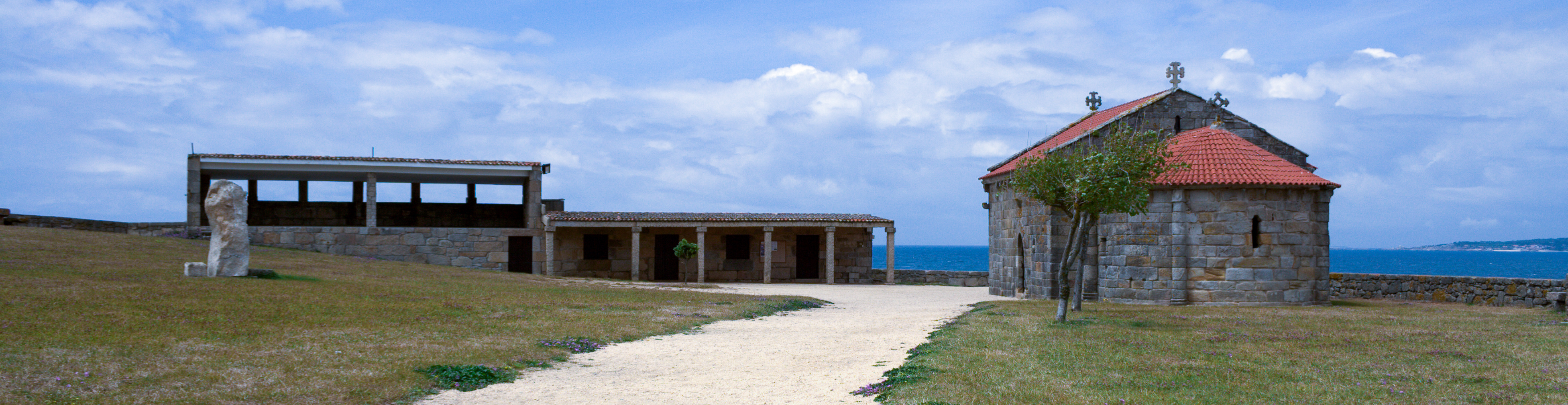
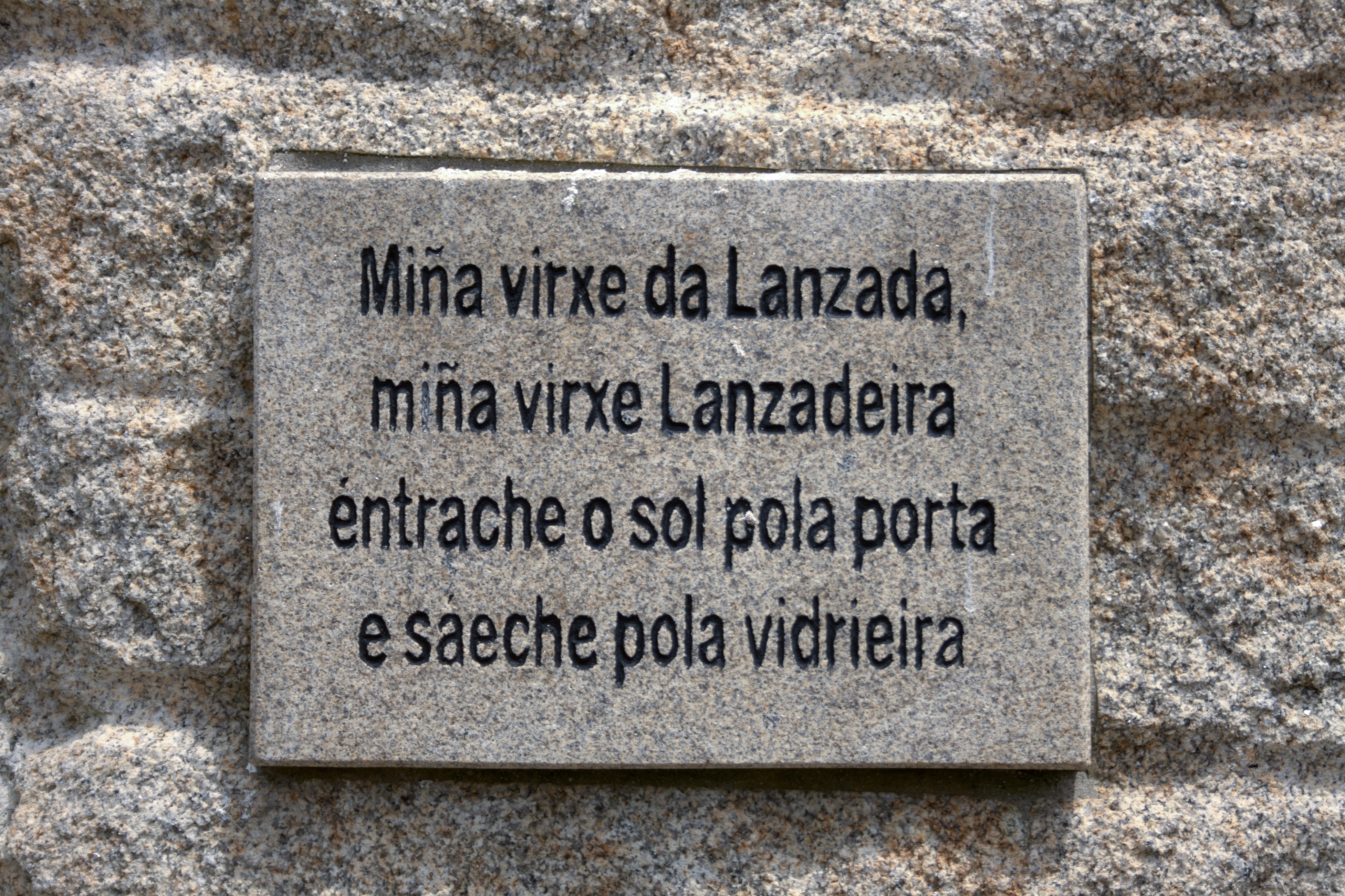
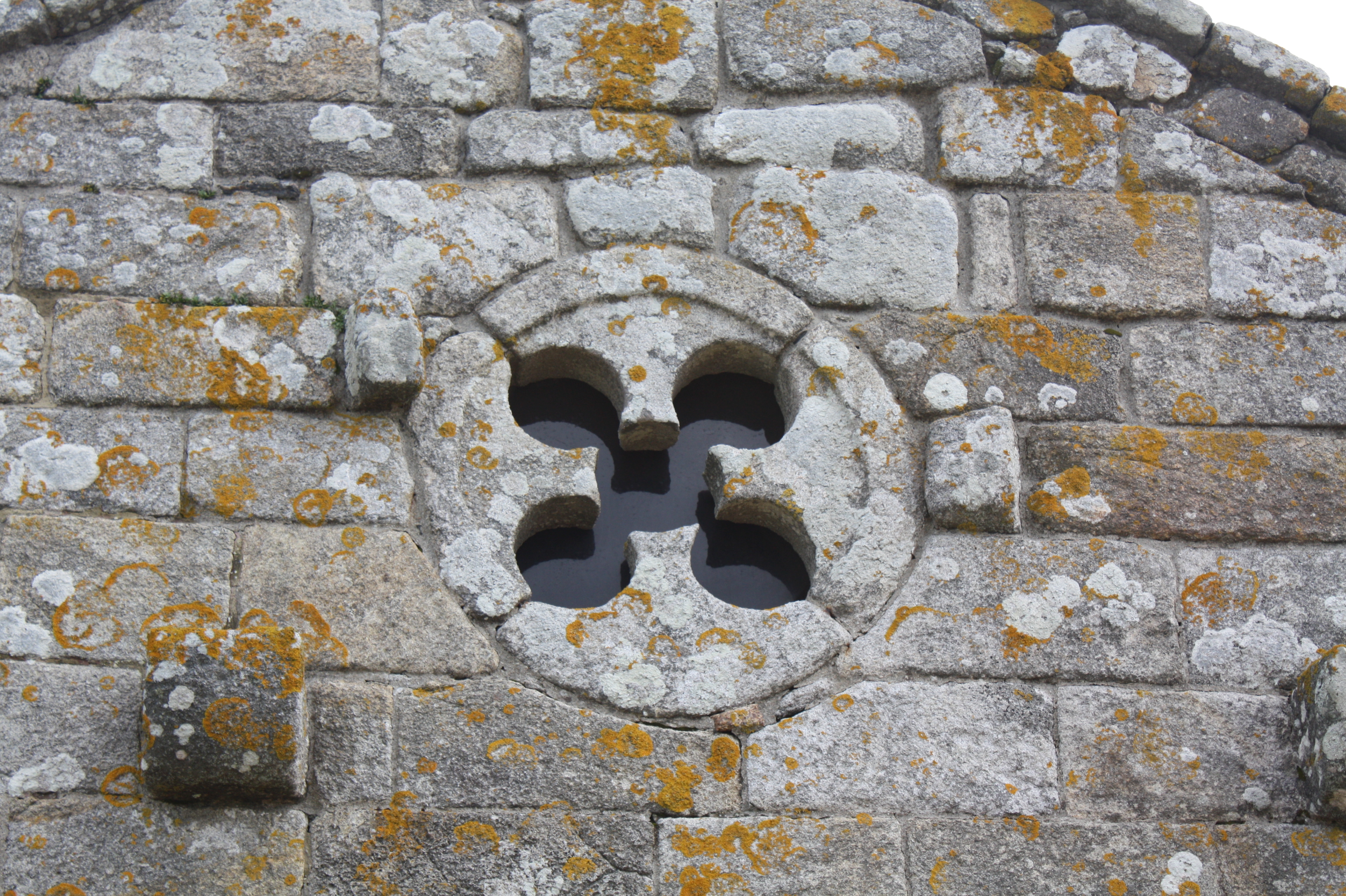
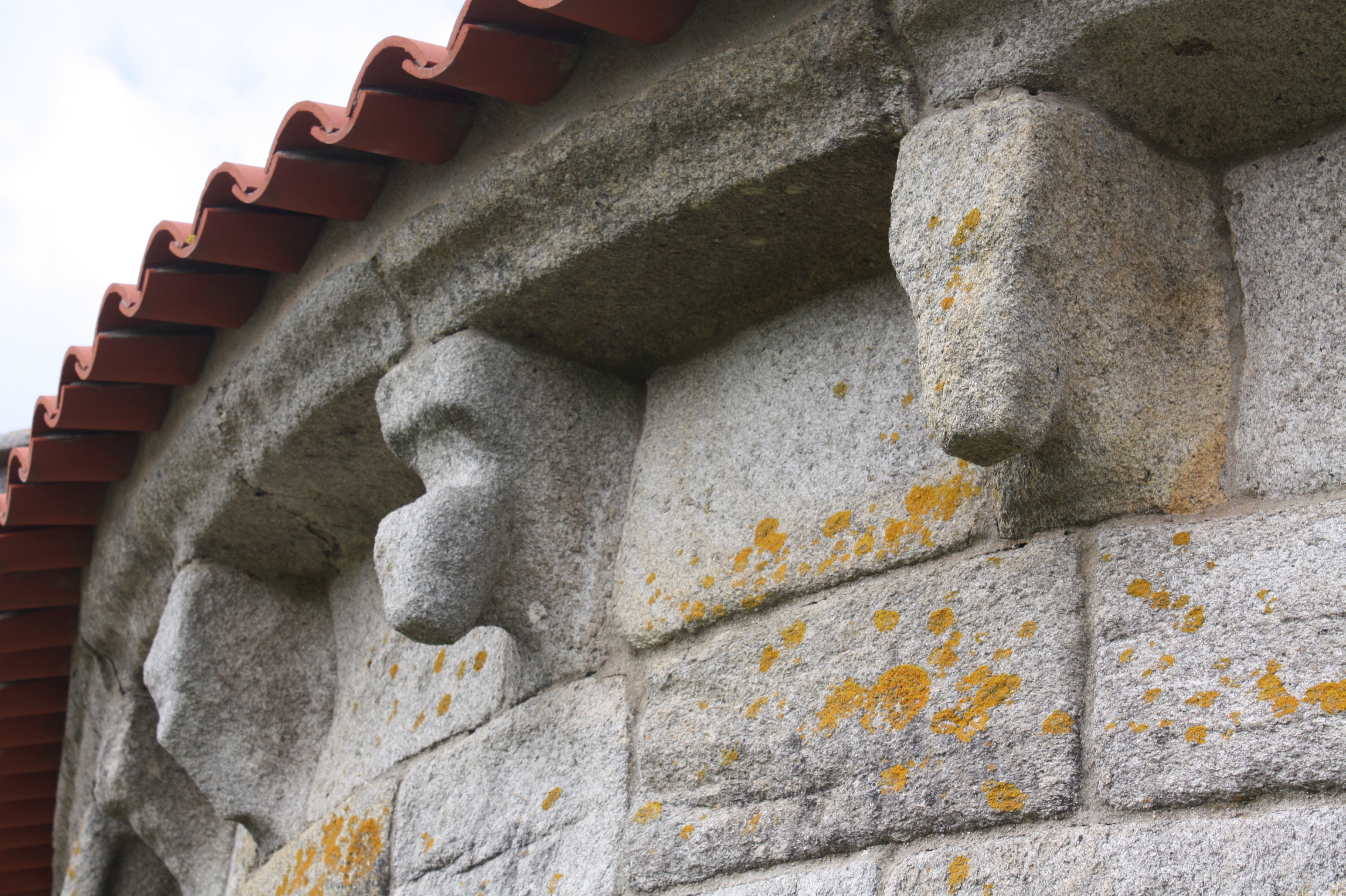
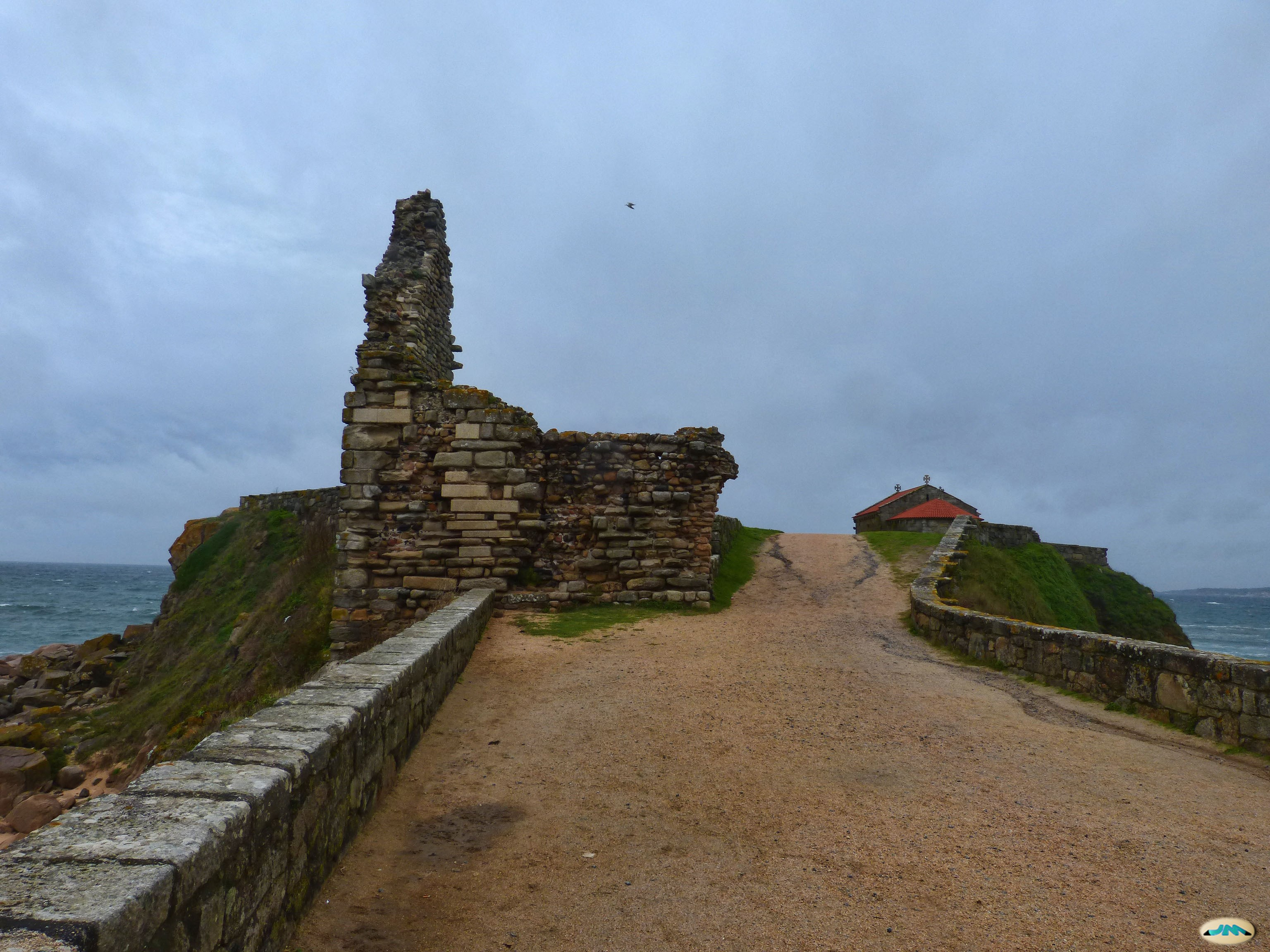

## Voir également

### Autres articles
- Tour de la Lanzada
- Plage de la Lanzada
- Ria de Pontevedra